# سانتا بهم بگو
«سانتا بهم بگو» (انگلیسی: Santa Tell Me) یک آهنگ کریسمسی از خوانندهٔ آمریکایی آریانا گرانده است. این آهنگ توسط گرانده، ایلیا سلمان‌زاده و ساوان کوتچا نوشته شده.